# Malween Bodin
Pour les articles homonymes, voir Bodin.
Malween Bodin, né le 9 octobre 1987 à Vitré, est un coureur cycliste français, membre de l'UC Sud 53.

## Biographie
En 2011, Malween Bodin s'impose sur la dixième et dernière étape du Tour du Faso, en Afrique. Il prend également la seconde place du Souvenir Jean-Graczyk, manche de la Coupe de France DN3.
Au cours de l'année 2013, il réalise de bonnes performances sur le Tour de Côte d'Ivoire, en s'adjugeant deux étapes et la deuxième du classement général, derrière le coureur local Issiaka Cissé.

## Palmarès
- 2006
  - Circuit Rance Émeraude
- 2011
  - 10e étape du Tour du Faso
  - 2e du Souvenir Jean-Graczyk
- 2013
  - 2e et 4e étapes du Tour de Côte d'Ivoire
  - 2e du Tour de Côte d'Ivoire

## Classements mondiaux
| Année           | 2012 | 2013 | 2014 | 2015 |
| --------------- | ---- | ---- | ---- | ---- |
| UCI Africa Tour | 109e |      |      | 212e |